# Maurica powelli
Maurica powelli là một loài bướm đêm thuộc phân họ Arctiinae, họ Erebidae.